# Roure de Bancells
El roure de Bancells és el nom que popularment es dona a un roure martinenc (Quercus pubescens) que es troba al costat de la masia de Bancells, al terme de Sisquer (municipi de Guixers, comarca del Solsonès) i que a causa de la seva grandària i forma, ha estat declarat bé patrimonial del municipi de Guixers